# Чаинка (село)
Чаинка — село в Купинском районе Новосибирской области России. Административный центр Чаинского сельсовета.

## География
Площадь села — 270 гектаров.

## Население
| 2002 | 2007 | 2010 |
| ---- | ---- | ---- |
| 690  | ↘639 | ↘533 |

## Инфраструктура
В селе по данным на 2007 год функционируют 1 учреждение здравоохранения и 2 учреждения образования.